# Kunovec Breg
Kunovec Breg falu Horvátországban Kapronca-Kőrös megyében. Közigazgatásilag Kaproncához tartozik.

## Fekvése
Kaproncától 5 km-re északnyugatra a Kemléki-hegység északi lejtőjén a drávamenti főút mellett fekszik.

## Története
Eredetileg a szomszédos Kunovec szőlőhegye volt. Lakosságát csak 1890-ben számlálták meg először önállóan. 
A falu trianoni békeszerződésig Varasd vármegye Ludbregi járásához tartozott. A lakosság száma 1890-ben 31, 1910-ben 159 volt. 2001-ben a falunak 213 háztartása és 647 lakosa volt. Lakói főként a közeli Kapronca üzemeiben dolgoznak.

## Külső hivatkozások
- Kapronca hivatalos oldala
- Kapronca információs portálja
- Kapronca turisztikai egyesületének honlapja